# 布魯克賽德 (特拉華州)
布魯克賽德（英語：Brookside）是位於美國特拉華州紐卡斯爾縣的一個人口普查指定地區。

## 地理
布魯克賽德的座標為39°40′01″N 75°43′37″W / 39.66694°N 75.72694°W，而該地最高點為海拔高度23米（即75英尺）。

## 人口
根據2010年美國人口普查的數據，布魯克賽德的面積為10.10平方千米，當中陸地面積為10.10平方千米，而水域面積為0.00平方千米。當地共有人口14353人，而人口密度為每平方千米1,421人。